# Église Saint-Pierre de La Hérie
L'église Saint-Pierre est une église située à La Hérie, en France.

## Localisation
L'église est située sur la commune de La Hérie, dans le département de l'Aisne.

## Historique
Le monument est inscrit au titre des monuments historiques en 1989.